# General Film Distributors
Pour les articles homonymes, voir GFD.
General Film Distributors ou GFD, connu ensuite comme J. Arthur Rank Film Distributors ou Rank Film Distributors Ltd., est une société de distribution britannique, basée à Londres, active de 1935 à 1996.
General Film Distributors est créée en 1935 par Charles Moss Woolf, après son départ de la Gaumont British et la fermeture de sa société de distribution Woolf & Freedman Film Service (en).
En 1936, J. Arthur Rank et le magnat de la presse Lord Portal le convainquent d'en faire une filiale de General Cinema Finance Corporation, une société qui venait juste d'acquérir les droits de distribution au Royaume-Uni des films d'Universal Pictures,. Un an plus tard, GFD devient la pierre angulaire de The Rank Organisation.
General Film Distributors continue cependant de distribuer sous ce nom jusqu'en 1955, où elle devient J. Arthur Rank Film Distributors. Durant ces deux décennies pendant lesquelles elle garde son nom d'origine, cette société distribue plus de 450 films. NB : un distributeur de DVD britannique a remis la même dénomination mais n'a aucune relation avec cette société.

## Filmographie sélective
- 1934 : L'Homme qui en savait trop d'Alfred Hitchcock
- 1935 : Les 39 Marches d'Alfred Hitchcock
- 1937 : Jeune et Innocent d'Alfred Hitchcock
- 1940 : La Maison des sept péchés de Tay Garnett
- 1943 : Colonel Blimp de Michael Powell et Emeric Pressburger
- 1946 : Les Grandes Espérances de David Lean
- 1947 : Huit Heures de sursis (Odd Man Out) de Carol Reed
- 1947 : Le Narcisse noir de Michael Powell et Emeric Pressburger
- 1948 : Oliver Twist de David Lean
- 1948 : Hamlet de Laurence Olivier
- 1949 : Noblesse oblige de Robert Hamer
- 1949 : Passeport pour Pimlico de Henry Cornelius
- 1949 : Whisky à gogo ! d'Alexander Mackendrick
- 1951 : L'Homme au complet blanc d'Alexander Mackendrick

etc.